# Eumenie Miheev
Eumenie (Evmenie) Miheev (în rusă Епископ Евмений, nume laic: Evgheni Ivanovici Miheev, în rusă Евгений Иванович Михеев; n. 17 mai 1942, Kandalakșa, regiunea Murmansk, RSFS Rusă) este un episcop al Bisericii Ortodoxe Ruse de rit vechi din toată Rusia, deținând titlul de episcop al Chișinăului și al întregii Moldove.

## Biografie
S-a născut la 17 mai 1942 în orașul Kandalakșa din regiunea Murmansk, într-o familie de ortodocși de rit vechi.
În anul 1954 s-a mutat în satul Șuvoe, raionul Egorievsk, regiunea Moscova, unde locuia bunica sa, Varvara Mihailovna. După cum declara el însuși: „După război, în Șuvoe, mergeam cu prietenii la biserică. Nu simțeam mari prigoane. Probabil pentru că președintele Sovietului Sătesc era tot de rit vechi, iar majoritatea locuitorilor erau staroveri sau proveneau din astfel de familii. Ne susțineam reciproc. Secretara Sovietului Sătesc îl ajuta chiar pe bunicul meu cu acte și documente pentru deplasări.”
După absolvirea școlii, în 1959, a fost admis la Școala Profesională din Egorievsk, unde a învățat meseria de tâmplar. A lucrat câțiva ani la fabrica din Șuvoe și a frecventat bisericile din Șuvoe și Egorievsk.
Din 1967 a slujit ca ustaș (cititor la strană) în Biserica de rit vechi „Nașterea Maicii Domnului” din Oreho-Zuevo. În decembrie 1967 a fost hirotesit citeț.
În 1968, în Duminica Tomii, s-a căsătorit cu Evghenia Mihailovna Kulikova. La 25 august 1968 a fost hirotonit diacon, iar ulterior, cu binecuvântarea episcopului Chișinăului și al întregii Moldove, Nicodim Latîșev, a fost hirotonit preot chiar în sârbătoarea Nașterii Maicii Domnului din același an. A fost numit paroh în orașul Vereia, regiunea Moscova, unde a slujit timp de 36 de ani.
În 1971, episcopul Anastasie Kononov l-a invitat temporar la Catedrala „Acoperământul Maicii Domnului” din Moscova (cimitirul Rogojsk). Acest „serviciu temporar” a durat peste 33 de ani. În 2002, presa religioasă consemna: „el este considerat pe bună dreptate un preot «rogojsk», deoarece timp de decenii — și până astăzi — poartă neclintit sarcina liturgică a parohiei Rogojsk. Probabil că are cei mai mulți fii duhovnicești dintre toți slujitorii Rogojskului.” A rămas văduv în 1999.
La 20 octombrie 2004 a fost ales candidat la demnitatea episcopală în cadrul Sinodului Bisericii Ortodoxe Ruse de rit vechi, iar pe 21 octombrie a fost confirmat pentru scaunul vacant de Chișinău.
La 17 noiembrie 2004, în Catedrala de la Rogojsk din Moscova, episcopul Kievului și Ucrainei, Savatîi Kozko, l-a tuns în monahism pe preotul Evgheni, care a primit numele de Evmenie.
La 2 ianuarie 2005 a fost hirotonit episcop în aceeași catedrală pentru Eparhia de Chișinău. Hirotonia a fost oficiată de mitropolitul Moscovei și al întregii Rusii Andrian Cetvergov, împreună cu episcopii Siluan Kilin (de Novosibirsk) și Gherman Saveliev (de Ussuriisk). La 5 februarie 2005 a sosit la eparhia sa din Chișinău.

## Familie
- Străbunicul său, Semion Feodorovici Mikheev, a fost primul președinte al comunității staroverilor din satul Rîtovo, uezdul Veazniki, gubernia Vladimir.
- Bunicul său, protoiereul Petru Semionovici Miheev, născut în Rîtovo, a fost prigonit în timpul represiunilor sovietice, fiind nevoit să se ascundă timp de doi ani. A fost protopop al regiunii Moscova. A murit la 25 noiembrie 1953.
- Soția: Evghenia Mihailovna, decedată în 1999.
- Are cinci copii, dintre care doi au devenit preoți:
  - Preotul Alexie slujește la Biserica „Sf. Nicolae” din satul Ustianovo, raionul Oreho-Zuevo.
  - Preotul Ioan slujește la Biserica „Acoperământul Maicii Domnului” din orașul Vereia.

## Viziuni

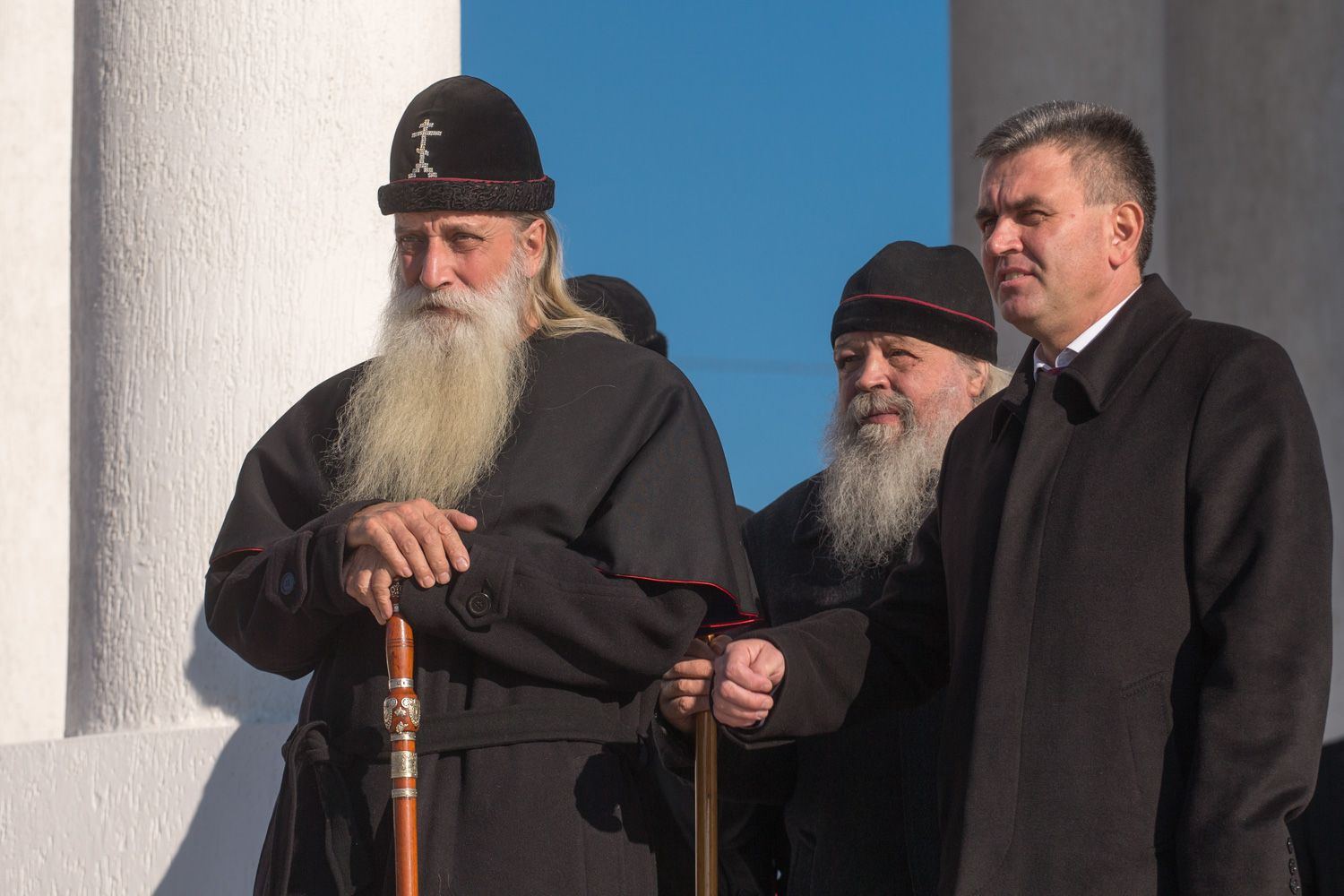
Mitropolitul Moscovei și al Întregii Rusii Corneliu Titov (stânga), episcopul Evmenie Miheev (centru) și președintele autoproclamatei Republici Moldovenești Nistrene Vadim Krasnoselski (dreapta), în timpul vizitei mitropolitului în Transnistria

Evmenie consideră apropierea dintre statul rus și Biserica Ortodoxă Rusă de Rit Vechi ca fiind benefică, afirmând că implicarea religiei în guvern și în școli poate contribui la reîntoarcerea oamenilor către credința staroveră.
Deși apreciază scrierile lui Aleksandr Soljenițîn pentru simpatia față de tradițiile staroverilor, Evmenie afirmă că acesta nu poate fi considerat pe deplin reprezentativ, deoarece nu a fost starover practicant. În schimb, îl apreciază mai mult pe Dmitri Lihaciov, provenit dintr-o familie de rit vechi. Potrivit lui Evmenie, Lihaciov a vizitat chiar biserica sa din Rogojsk, ceea ce reprezenta un privilegiu rar pentru persoane din afara comunității.
În 2018 l-a însoțit pe mitropolitul Moscovei și al Întregii Rusii Corneliu Titov într-o vizită în Moldova, unde s-au întâlnit cu președintele Igor Dodon, cu ambasadorul Rusiei Farit Muhametșin, dar și cu liderul regimului separatist nerecunoscut din Transnistria, Vadim Krasnoselski, la Tighina, care a declarat: „Aici, în Transnistria, nu sunteți oaspeți, sunteți acasă, pentru că Transnistria este pământ rusesc, parte a lumii ruse.”
Între 31 ianuarie și 2 februarie 2023 a participat la Sinodul de iarnă al Bisericii Ortodoxe Ruse de rit vechi, unde mitropolitul Corneliu Titov și-a exprimat sprijinul pentru „operațiunea militară specială” a Rusiei în Ucraina.